# Guillem Savall
Guillem Savall Perera (Barcelona, 26 juni 1989) is een Spaans voetballer. Hij speelt als verdediger bij RCD Espanyol.

## Clubvoetbal
Savall begon als voetballer bij Atlètic Masnou. In 1999 kwam hij in de jeugdopleiding van RCD Espanyol. De verdediger was in het seizoen 2006/2007 een van de vaste waarden in de Juvenil A, het hoogste jeugdelftal van RCD Espanyol, dat kampioen werd van de División de Honor. Vanaf het seizoen 2007/2008 speelt Savall voor Espanyol B.

## Nationaal elftal
In mei 2006 behaalde Savall met Spanje de derde plaats op het EK Onder-17 in Luxemburg. In februari 2007 was de verdediger een van de drie Spanjaarden in de Europese selectie voor de Meridian Cup, samen met Bojan Krkić van FC Barcelona en Aarón Ñíguez van Valencia CF.